# Небеска тема
Небеска тема је српски документарни филм о фронтмену ВИС Идоли и певачу Влади Дивљану. У филму се осим његове породице, појављују и Срђан Гојковић из бенда Електрични оргазам, Констракта и Зое Кида из бенда Земља грува, уредник дискографске куће Кроација рекордс Синиша Шкарица итд. Филм је изашао 2019. године.

## Радња
Филм је по форми и наративној структури сличан односно сродан свом главном јунаку – истовремено и документ и бајка, и урбан и емотиван и романтичан.
У њему учествују најзначајнији аутори са простора бивше СФРЈ, који су специјално за ову прилику снимили (и у филму изводе) нове верзије Владиних песама. Овакав ауторски приступ и велики број атрактивних учесника чини овај филм јединственим пројектом какав још није виђен на нашим просторима.

## Учесници
- Зденко Колар
- Срђан Шапер
- Дарко Рундек
- Момчило Бајагић
- Срђан Гојковић
- Зое Кида
- Констракта

## Приказивање
Филм је премијерно приказан на Дивљанов 61. рођендан, 10. маја 2019. године у Сава центру.

## Награде
На филмском фестивалу у Вуковару 2019. године је добио награду за најбољи документарни филм.